# Rogslösa
Rogslösa är kyrkbyn i Rogslösa socken och en småort i Vadstena kommun i Östergötlands län. Orten ligger i nordväst om riksväg 50 nordväst om Tåkern.
I orten ligger Rogslösa kyrka och Rogslösa skola. Rogslösa skola är en grundskola F-6. Många av de aktiviteter som sker i skolan görs i blandade åldersgrupper.